# G0-фаза

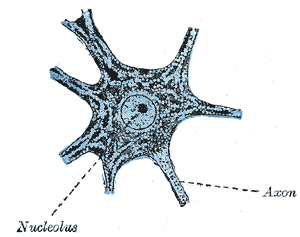
Многие клетки млекопитающих, как, например, этот нейрон, почти навсегда или навсегда остаются в G_{0}-фазе.

G0-фа́за, или фа́за поко́я, — период клеточного цикла, в течение которого клетки находятся в состоянии покоя и не делятся. G0-фаза рассматривается или как растянутая G1-фаза, когда клетка ни делится, ни готовится к делению, или как отдельная стадия покоя вне клеточного цикла. Некоторые типы клеток, как, например, нервные клетки или клетки сердечной мышцы, вступают в состояние покоя при достижении зрелости (то есть когда закончена их дифференцировка), но выполняют свои главные функции на протяжении всей жизни организма. Многоядерные мышечные клетки, не подвергающиеся цитокинезу, также рассматриваются как пребывающие в G0-фазе. Иногда делается различие между клетками в G0-фазе и «покоящимися» клетками (в том числе нейронами и кардиомиоцитами), которые никогда не вступят G1-фазу, в то время как другие клетки в G0-фазе могут потом начать делиться.

## Место в клеточном цикле

Клеточный цикл

Клетки вступают в G0-фазу с контрольной точки в G1-фазе, например, точки рестрикции у животных и стартовой точки у дрожжей. Это обычно происходит в ответ на нехватку факторов роста или питательных веществ. В течение G0-фазы аппарат клеточного цикла разобран, исчезают циклины и циклин-зависимые киназы. Клетка пребывает в G0-фазе до тех пор, пока не появится повод начать деление. Клетки некоторых типов в зрелом организме, как, например, паренхимные клетки печени и почек, вступают в G0-фазу почти навсегда, и побудить их вновь начать делиться могут лишь особые обстоятельства. Другие типы клеток, как, например, эпителиальные клетки, продолжают делиться в течение всей жизни организма и редко входят в G0-фазу.

## Отличие от стареющих клеток
Хотя многие клетки в G0-фазе могут умереть вместе со всем организмом, не все клетки, вступающие в G0-фазу, обречены в скором времени умереть. Это часто является результатом отсутствия стимула для клетки вновь вступить в клеточный цикл.
Старение клеток отличается от состояния покоя тем, что старение клеток — это состояние, вызванное повреждением ДНК или деградацией, делающей размножение клетки невозможным. Кроме того, старение, в отличие от покоя, часто служит биохимической альтернативой саморазрушению — апоптозу для сильно повреждённых клеток. Наконец, покой — обратимое состояние, а старение — нет.